# 真鍋摩緒
真鍋 摩緒（まなべ まお、1985年5月21日 - ）は、神奈川県出身のタレント、料理研究家。

## 経歴
『恋のから騒ぎ』11期生として2004年5月〜2005年3月まで出演した後、タレント活動へ移行。現在はリポーターやバラエティ出演の他、食育インストラクター・フードアナリストとしても活躍。都内と静岡県での仕事を中心に活動していた。
2歳上の姉はソムリエの真鍋摩梨。2011年9月15日開催の『2012年度食のなでしこコンテスト』では、摩緒が協会奨励賞、摩梨がファイナリストに選ばれている。
東日本大震災を受け、2012年より福島県児童養護施設の教育支援、石巻雄勝町の子ども達への料理教室を定期開催。こども達に向けた食育プログラム考案も担当する。
2013年7月には自身監修のカレーショップ「代々木カリー」を代々木ヴィレッジ内にオープンする。
命の次に好きなスイカへの愛をブログに綴っていたらスイカイベントの司会の依頼が舞い込む。のちにスイカ倶楽部親善大使へ就任。
2014年一般社団法人Food Flavor Toolsを起業し食に特化したイベント企画運営及び料理教室を行っている。
自身が30歳の年に30歳の成人式『三十路祭り』の立ち上げ、初代代表を務める。三十路文化形成を目的とし1月第3日曜日を『三十路の日』と記念日の登録を行う。
2016年5月22日、前日に結婚したことと、妊娠を自身のブログで発表。スポニチアネックス、yahoo!ニュース トピックスを始めwebメディア掲載される。8月27日に第1子男児出産を発表。
2019年4月株式会社ママカラを設立し母親の育児支援事業を始める。
令和を記念し、これまでの代表的なスイカ楽曲「スイカの名産地」や「スイカ大好き!!」に次ぐ、子どもから大人まで楽しくなるような曲を作ろう！と企画が持ち上がり、日本コロムビアより、スイカの代表産地である熊本県のくまモンとのコラボでスイカの歌をリリース。曲名は「スイカ・サンバ」。みんなが楽しくなるようなメロディ―ラインとダンスで構成した。
ユニット名を「ママカラ。」とし、姉の摩梨と共に活動。楽曲をプロデュースしたのは、保育界で大人気のよしざわたかゆき

## 人物
- プロレスリングに関する造詣が深く、「受身の美学」を語る[要出典]。新日本プロレス絡みの仕事が多い。
- パソコンを持っていないのにブログを始めたので、購入までの2年間は漫画喫茶からブログを更新していた。
- TBSテレビ所属アナウンサーの枡田絵理奈は小学生時代からの幼馴染である。
- 清水エスパルス専属リポーター時代、ピッチリポートを担当する試合の無敗記録を更新し続け「勝利の女神」と呼ばれる。
- 活舌が悪く「さしすせそ」が特に苦手なため、初リポートで「清水エスパルス」の発音にまず苦戦する事件を起こす。
- スイカを偏愛している事からスイカ俱楽部公式親善大使に就任した。
- タレント時代、自身のプロフィールで趣味を「焼き肉」特技を「騎馬戦」と表記していた。
- 社会活動を好み、発展途上国や震災地の子供達への寄付活動や児童養護施設への教育支援など多岐に渡り活動を広げる。

## 出演

### テレビ
- 東京０３キング・サブ（テレビ静岡）
- とびっきり!しずおか（静岡朝日テレビ）リポーター
- 恋のから騒ぎ（日本テレビ）※出演終了
- Sアリーナ X（FIGHTING TV サムライ）※出演終了
- Jリーグ中継（スカイパーフェクTV!）※清水エスパルス戦リポーター
- エレファントJoyToy（テレビ静岡）
- 闘魂ネットワーク　リポーター（サムライTV）
- リストランテ純一　石田純一グルメクイズ番組　レギュラーコメンテーター（スカイパーフェクTV!）
- お願いランキング 2部 美人料理家対決 （テレビ朝日）
- しゃべくり007（日本テレビ） ゲスト：明石家さんま

### ニコニコ生放送
- 吉田尚記 dスタジオ supported by docomo（ニッポン放送、2015年4月～）[5]
- Xperia公式生放送 in 東京ゲームショウ　（SONY・ニッポン放送、2018年～2022年）

### YouTube
- 水瀬いのりと大西沙織のピックアップガールズ 第5回(2017年11月11日公開) 第6回(2017年11月18日公開)

### 舞台
- 「お前の匂いがする物語」東京公演 ヒロイン:姫乃木あん役

### WEB CM
- ステーキのどん　（仮面ライダーカブト、ガタックの秘密を知るメガネ女子役）

### 料理研究家
- switchフェアin富士２０１０　キッチンステージMC　(東京電力)
- イタリアフェア　ベリッシモ・フランチェスコ　キッチンステージMC（イオン）
- 日清製粉　マ・マーパスタイベント with 有坂翔太　キッチンステージ
- ABCクッキングスクール　有坂翔太キッチンステージ　MC
- FUJII EXHIBITION 2012 SPRING and SUMMER 　きじまりゅうたトークショーMC
- FOODEX JAPAN 2012 　美食女子ステージ　コメンテーター
- FOODEX JAPAN 2012　愛媛県ブース　キッチンステージ
- スーパーマーケットトレードショー　2013 福島県ブース キッチンステージ
- イタリアフェア　山田宏巳　キッチンステージMC（イオン）
- イタリアフェア　片岡護　キッチンステージMC（イオン）